# کراسنایا پولیانا (باشقیرستان)
کراسنایا پولیانا (انگلیسی: Krasnaya Polyana, Republic of Bashkortostan) یک شهرک در شهرستان داولکانوفسکی در استان باشقیرستان کشور روسیه است.